# النطاق (الطفة)

تعديل مصدري - تعديل

النطاق هي إحدى قرى عزلة ال هياش بمديرية الطفة التابعة لمحافظة البيضاء، بلغ تعداد سكانها 63 نسمة حسب تعداد اليمن لعام 2004.